# تاريخ الاقتصاد الجزئي

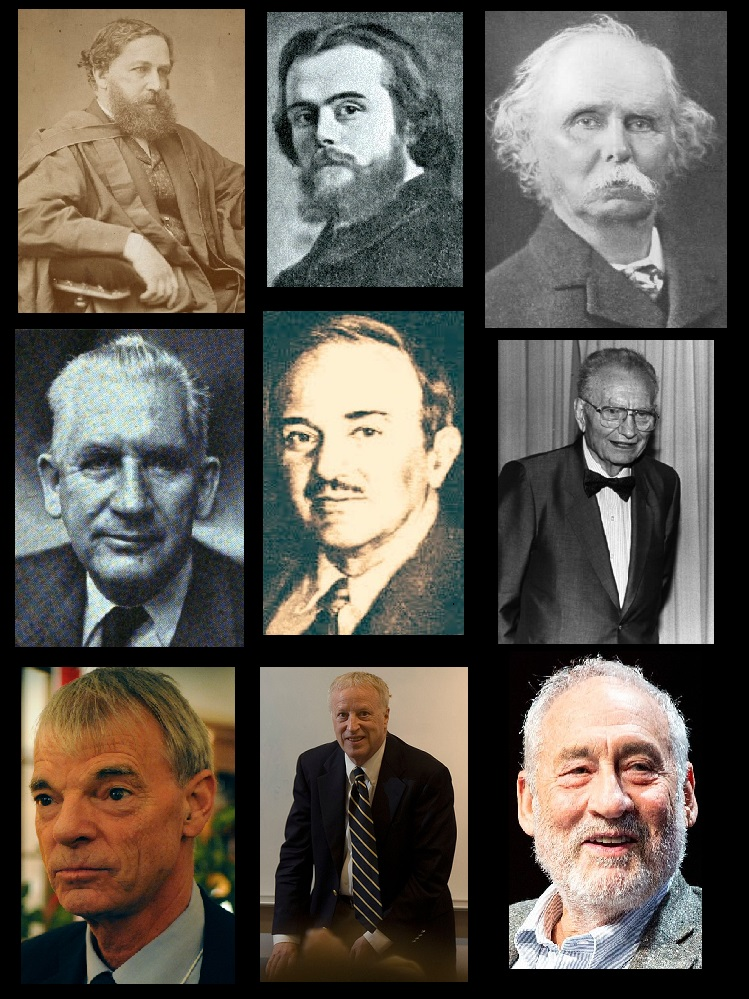
الصور من اليسار إلى اليمينالمقدمة: جيفونز ، والراس ، مارشال الصف الوسط: بول دوغلاس ، إدوارد تشامبرلين ، بول صامويلسون
الصف الأخير: مايكل سبنس ، جورج أكيرلوف ، جوزيف ستيجليتز

الاقتصاد الجزئي (بالإنجليزية: Microeconomics)‏ هو دراسة سلوك الأفراد والمنظمات الصغيرة المؤثرة في اتخاذ القرارات بشأن تخصيص الموارد المحدودة. نشأ المجال الحديث للاقتصاد الجزئي كجهد من مدرسة الفكر الاقتصادي الكلاسيكي الجديد لوضع الأفكار الاقتصادية في الوضع الرياضي.

## خلفية تاريخية
تنحدر أفكار الاقتصاد الجزئي من الناحية الفلسفية من النفعية ورياضيا من أفكار دانيال برنولي .

### الفلسفة النفعية
لم تظهر النفعية كفلسفة أخلاقية حسنة إلا في القرن الثامن عشر، وعادة ما تنتسب إلى جيريمي بنثام، ولكن في الواقع هنالك كتاب سابقون مثل أبيقور، الذين قدموا نظريات مماثلة. مثل كتاب مقدمة في مبادئ الأخلاق والتشريع (1780)  بتعريف مبدأ المنفعة:
| تاريخ الاقتصاد الجزئي | "ثانياً - مبدأ المنفعة هو أساس العمل الحالي: سيكون من المناسب في البداية تقديم وصف واضح ومحدد لما هو مقصود به. ويعني مبدأ المنفعة أن المبدأ الذي يوافق أو يرفض من كل فعل على الإطلاق. وفقًا للميل يبدو أنه يجب أن يزيد أو يقلل من سعادة الطرف الذي تكون مصلحته موضع تساؤل: أو، بعبارة أخرى لتعزيز أو معارضة تلك السعادة. أقول عن كل أيا كان الفعل، وبالتالي ليس فقط لكل عمل يقوم به فرد خاص، ولكن لكل إجراء حكومي. | تاريخ الاقتصاد الجزئي |

| تاريخ الاقتصاد الجزئي | ثالثا. تعني المنفعة أن الملكية في أي كائن، حيث تميل إلى إنتاج منفعة أو ميزة أو متعة أو خير أو سعادة، (كل هذا في الحالة الحالية يأتي إلى نفس الشيء) أو (ما يأتي مرة أخرى لنفس الشيء) منع وقوع الأذى أو الألم أو الشر أو التعاسة للطرف الذي تؤخذ مصلحته بعين الاعتبار: إذا كان هذا الطرف هو المجتمع بشكل عام، فعندئذٍ سعادة المجتمع: إذا كان فردًا معينًا، فعندئذٍ سعادة ذلك الفرد. | تاريخ الاقتصاد الجزئي |

| تاريخ الاقتصاد الجزئي | رابعا. تعتبر مصلحة المجتمع من أكثر التعبيرات العامة التي يمكن أن تحدث في جمل الأخلاق: فلا عجب أن يضيع معناها في كثير من الأحيان. عندما يكون لها معنى، فهذا هو. المجتمع هو هيئة وهمية، تتألف من الأفراد الذين يعتبرون كأعضاء فيها. إذن، مصلحة المجتمع هي، ما هي؟ - مجموع مصالح الأعضاء العديدين الذين يتألف منهم. | تاريخ الاقتصاد الجزئي |

### المنفعة المتوقعة
كتب دانيال برنولي في عام 1738 هذا عن المخاطر:
| تاريخ الاقتصاد الجزئي | منذ أن بدأ علماء الرياضيات لأول مرة في دراسة قياس المخاطر، كان هناك اتفاق عام على الاقتراح التالي: يتم حساب القيم المتوقعة بضرب كل مكسب محتمل في عدد الطرق التي يمكن أن يحدث بها، ثم قسمة مجموع هذه النواتج من خلال العدد الإجمالي للحالات المحتملة حيث، في هذه النظرية، يتم الإصرار على النظر في الحالات التي هي جميعها من نفس الاحتمال. إذا تم قبول هذه القاعدة، فإن ما يجب فعله في إطار هذه النظرية يرقى إلى تعداد جميع البدائل، وتقسيمها إلى حالات متساوية الاحتمال، وأخيراً، إدراجها في التصنيفات المقابلة. | تاريخ الاقتصاد الجزئي |

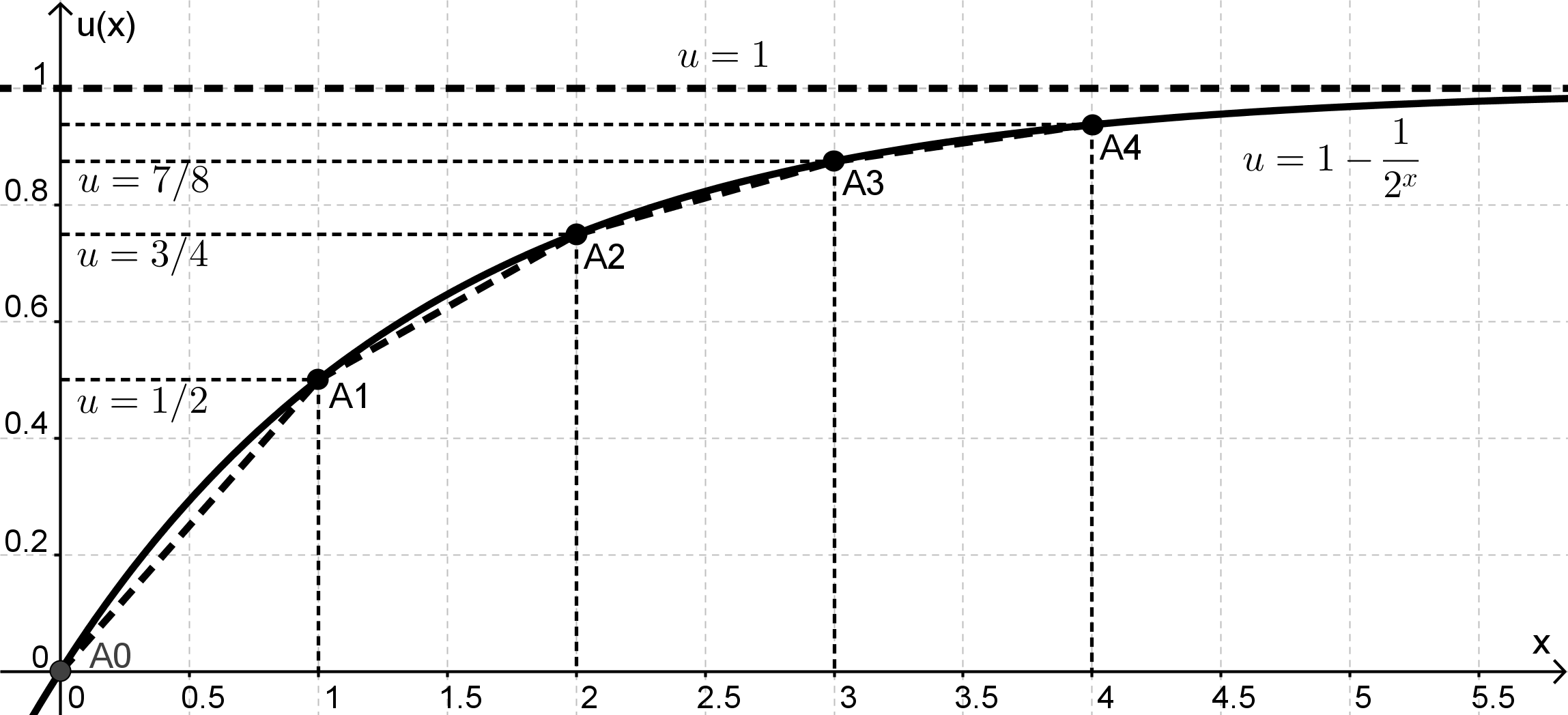
المنفعة كدالة للثروة كما وصفها برنولي.

برنولي يجزم أن مع زيادة الثروة الفردية، ستزداد فائدته النسبية عكسية إلى كمية السلع التي يمتلكها بالفعل. وهذا ما يسمى تناقص المنفعة الحدية في مدرسة الاقتصاد الجزئي. كما يصف المشكلة في السطور التالية.

## التهميش التقليدي

نموذج الاحتكار الكلاسيكي لـ Cournot: يتم اشتقاق وظائف رد الفعل لكلتا الشركتين (R1 و R2) من خلال فرض تعظيم الربح ، ويعطى توازن ناش عن طريق تقاطع R1 و R2. في حالة التوازن، لا توجد شركة لديها مصلحة ذاتية عقلانية في تغيير الكميات المنتجة.

قام أنطوان أوغستين كورنو بمبادرة مبكرة لإستعمال النمذجة الرياضية في الاقتصاد وفي أبحاثه حول المبادئ الرياضية لنظرية الثروة  (1838): فقد وصف قانون الطلب و واحتكار القلة . كانت بعض الأفكار الشائعة وراء تلك الأعمال عبارة عن نماذج أو حجج تتميز بوكلاء اقتصاديين عقلانيين يزيدون المنفعة إلى أقصى حد في ظل قيود الميزانية. نشأ هذا كضرورة للجدل ضد نظرية العمل للقيمة المرتبطة بالاقتصاديين الحديثين مثل آدم سميث وديفيد ريكاردو وكارل ماركس، على الرغم من أن النظرية نفسها يمكن إرجاعها إلى كُتاب سابقين .

### السلع العامة
تمثل هذه الفترة أيضًا بداية النمذجة الرياضية للسلع العامة (1954) ، حيث قدم مجموعة من المعادلات لتوفير السلع العامة بكفاءة (أطلق عليها اسم سلع الاستهلاك الجماعي) ، ثم يقدم وصفًا لما يسمى الآن مشكلة المستفيد المجاني :
وهي أحد أنماط مشاكل السوق، حيث لا يحقق السلوك الفردي نتائج اقتصادية فعالة. ينتج عن إنشاء سلع عامة عوامل خارجية إيجابية لا يدفع أي أجر لها. إذا لم تجني المنظمات الخاصة جميع فوائد السلعة العامة التي أنتجتها ربما تكون حوافز إنتاجها طوعًا غير كافية. يمكن للمستهلكين الاستفادة من السلع العامة دون المساهمة بشكل كبير في إنشائها. ويسمى على ذلك مشكلة المستفيد المجاني. إذا قرر الكثير من المستهلكين سلوك طريق الاستخدام المجاني فإن التكاليف الخاصة تتجاوز الفوائد الخاصة ويختفي الحافز لتوفير السلعة أو الخدمة في السوق. وبالتالي يفشل السوق في توفير سلعة أو خدمة نحتاج إليها.

### تفاوت المعلومات
في حوالي السبعينيات من القرن الماضي، رجعت دراسة إخفاقات السوق مرة أخرى موضع التركيز من خلال دراسة عدم تفاوت المعلومات. على وجه الخصوص، ظهر ثلاثة مؤلفين من هذه الفترة: جورج أكرلوف و مايكل سبنس و جوزيف ستيجلز. اعتبر جورج أكرلوف مشكلة السيارات ذات الجودة الرديئة التي تخرج سيارات ذات نوعية جيدة من السوق في كتابه "سوق الليمون" (1970) بسبب وجود معلومات متفاوتة بين المشترين والبائعين.

## اقتصاد سلوكي
نشر كانيمان وتفرسكي ورقة بحثية في عام 1979 ينتقد فيها فرضية المنفعة المتوقعة وفكرة العامل الاقتصادي العقلاني. النقطة الأساسية هي أن هناك عدم تناسق في سيكولوجية العامل الاقتصادي حيث أنه أحيانا تكون قيمة الخسائر أعلى بكثير من المكاسب. تعتبر هذه المقالة عادةً بداية علم الاقتصاد السلوكي ولها عواقب خاصة فيما يتعلق بعالم المال.